# Il Milione (film 1972)
Il Milione (Travels of Marco Polo) è un mediometraggio d'animazione televisivo del 1972 diretto da Leif Gram. Basato sull'omonimo resoconto dei viaggi di Marco Polo (in particolare sulla traduzione di Henry Yule), il film fu prodotto dallo studio d'animazione australiano Air Programs International e trasmesso negli Stati Uniti in syndication. È stato pubblicato in DVD col titolo Le avventure di Marco Polo.

## Trama
Nel 1271 il mercante veneziano Marco Polo si imbarca per un viaggio in Estremo Oriente. Nel 1287, mentre è al servizio di Kublai Khan, progetta delle catapulte che i soldati del Khan usano per conquistare una città. Durante il successivo banchetto, Marco viene nominato commissario imperiale di Yunnan e governatore di Yangzhou. Nella stessa occasione viene però avvelenato dal consigliere del Khan che non lo vede di buon occhio, e per oltre due settimane lotta tra la vita e la morte. Una volta ripresosi si reca a Yangzhou, dove scopre che il consigliere reale usa le tasse dei cittadini per i propri interessi. Il consigliere fugge al termine di un breve scontro con Marco e il suo assistente Tonton. Marco emette quindi delle nuove leggi per riportare l'ordine nella città e torna dal Khan. Tuttavia il viaggio di ritorno è funestato da una tempesta di sabbia, durante la quale Marco viene separato dal suo gruppo e rapito da dei banditi, che poi decidono di abbandonarlo nel deserto. Marco arriva stremato a un villaggio in rovina, dove fortunatamente viene ritrovato da Tonton.
Dopo che Marco ha fatto rapporto al Khan, quest'ultimo viene informato che il re della Birmania Narathihapate intende invadere lo Yunnan. Mentre il Khan organizza le proprie forze, invia Marco a portare dei messaggi al governatore dello Yunnan, Nasr al-Din. Durante il tragitto Marco e Tonton vedono le truppe di Narathihapate in marcia, e Marco scrive un rapporto che consegna a Nasr al-Din. Grazie a queste informazioni il governatore può elaborare una strategia con la quale vince la battaglia pur essendo in inferiorità numerica. Marco riferisce la notizia al Kahn e scopre che quest'ultimo, ormai prossimo alla morte, intende assegnargli un'ultima missione: scortare la figlia Kokechin in Persia perché si sposi con l'Ilkhan Arghun, in modo da potervi stringere un'alleanza. Dopo aver sventato un altro attentato del consigliere e averlo fatto arrestare, Marco si imbarca scoprendo che Kokechin non vuole sposare Arghun essendo innamorata di suo figlio Ghazan. Dopo un viaggio non privo di insidie, il gruppo giunge in Persia dove si scopre che Arghun è deceduto e il titolo di Ilkhan è passato a Ghazan, con il quale Kokechin si potrà sposare. Marco è infine libero di ritornare a Venezia carico di ricchezze, dopo 23 anni di viaggio, e di riabbracciare la sua fidanzata Donata Badoer.

## Cast vocale
Il cast vocale originale è composto da:
- Alistair Duncan
- Mark Kelly
- Ron Haddrick
- Tim Eliott
- John Llewellyn
- Helen Morse[1]

## Distribuzione

### Edizione italiana
L'edizione italiana del film fu trasmessa a partire dal 1980 su alcune televisioni locali. Il doppiaggio fu eseguito presso la SEDIF con la collaborazione dei doppiatori della CVD.

### Edizioni home video
Il film fu pubblicato in VHS in America del Nord nel 1986 dalla MGM/UA Home Video e in Italia nel 1989 dalla DB Media e nel 1991 dalla Fabbri Editori nella collana per l'edicola Avventure senza tempo (dove era abbinato a un albo illustrato tratto da esso). Successivamente è stato pubblicato in DVD-Video in Italia nel 2004 dalla Finson (con la sola traccia audio in italiano) col titolo Le avventure di Marco Polo.